# Декларация Бальфура (1926)
Деклара́ция Ба́льфура 1926 го́да (англ. Balfour Declaration of 1926) — заключительный отчёт конференции стран Британской империи, состоявшейся в 1926 году. Документ получил своё название по имени Артура Бальфура.
Основными принципами, заложенными в Декларацию Бальфура 1926 года, стали:
- признание равного государственного статуса Великобритании и всех её доминионов,
- признание всеми странами монарха,
- добровольность и равенство для вхождения в Содружество наций.

Кроме этого, впервые был предложен принцип, согласно которому генерал-губернаторы, которые от имени Короны de facto были главами государств в каждом из доминионов, перестали быть представителями властей Великобритании, представлявших страну в международных отношениях. Впоследствии ими были назначены верховные комиссары, которые фактически стали исполнять роли послов.
Также впервые был заложен принцип совместной короны (монарха), при котором все страны внутри Содружества, имеющие конституционный монархический строй, более не признавали корону Великобритании главой своего государства и получали возможность юридически иметь собственного отдельного монарха (корону) как главу государства. Но, при этом, персона главы государства в лице британского монарха оставалась единой для всех стран Содружества, тем самым объединяя их на правах династической унии.
Документ вошёл в основу и получил своё продолжение в материалах Вестминстерского статута 1931 года.